# Hultafors Group
Hultafors Group ägs av Investment AB Latour och omfattar fem produktområden: arbetskläder under varumärken Snickers Workwear och Fristads; handverktyg under varumärken Hultafors och Johnson Level & Tool; stegar och ställningar under varumärken WIBE Ladders och Telesteps; hörselskydd och ansiktsskydd under varumärket Hellberg Safety; verktygsväskor och verktygsbärare under varumärken CLC ock Kuny's; skyddsskor under varumärken som Solid Gear, Toeguard och EMMA Safety Footwear; och arbetsbelysning under varumärket Scangrip.
Genom sina olika varumärken finns Hultafors Group-koncernen representerad i 40 länder och har 50 000 försäljningsställen runt om i världen. Hultaforskoncernen har c:a 1.800 anställda och en årlig omsättning på SEK 5.5 bn.

## Historia
Även om vikbara måttstockar sannolikt funnits länge räknas den av chalmersingenjören Karl-Hilmer Johansson Kollén  år 1883 uppfunna ledbara måttstocken som den första moderna. Den uppfanns under övergångstiden till metersystemet och för att underlätta övergången för användarna var den graderad både i tum och centimeter.